# Okamura Utarō
Okamura Utarō (japanisch 岡村 宇太郎, geboren  5. September 1899 im Landkreis Funai (船井郡) der Präfektur Kyōto, gestorben 11. Oktober 1971) war ein japanischer Maler der Nihonga-Richtung während der Taishō- und Shōwa-Zeit.

## Leben und Werk
Okamura Utarō wurde als dritter Sohn des Sakaki Jirō I. (初坂喜次郎) geboren. Mit neun Jahren wurde er Adoptivsohn von Okamura Jirōkichi (岡村次郎吉), der in Kyōto eine Yūzen-Färberei betrieb. 1918 machte er seinen Abschluss an der „Fachschule für Kunst und Kunstgewerbe Kyōto“ (京都市立美術工芸学校 Kyōto shiritsu bijutsu kōgei gakkō) im Fachbereich Malerei und studierte dann an der „Fachschule für Malerei Kyōto“ (京都市立絵画専門学校) bis 1921, wobei er sein Studium beides Mal mit Auszeichnung abschloss.
Bereits während seines Studiums wurde 1919 Okamuras Bild „Pfingstrosen“ (牡丹 Botan) auf der 2. Ausstellung der Künstlergruppe „Kokuga sōsaku kyōkai“ (国画創作協会) angenommen, das mit dem angesehenen Chogyū–Preis ausgezeichnet wurde. Auf der 3. Ausstellung zeigte der eine „Studie zu Fischern“ (魚夫の習作 Gyobu no shusaku), auf der 4. im Jahr 1923 das Bild „Fischer“ (魚夫 Gyobu), „Bei Sonnenuntergang“ (日没頃 Nichibotsu goro) und „Nach Sturm und Regen“ (暴風雨の後 Bōfū no ato) und auf der 5. „Blumen und Vögel“ (花鳥 Kachō).
Etwa 1923 bildete er sich unter Tsuchida Bakusen weiter, beschäftigte sich mit der Künstlerzeitschrift Shirakaba und war von Kishida Ryūsei und war von der Künstlergruppe Sōdosha (草土社) beeindruckt. Okamuaras Beschäftigung mit Fischern, die er detailliert wiedergab, fand das Interesse des Unternehmers und Kunstliebhabers Naiki Seibe (内貴 清兵衛; 1878–1955), der ihn daraufhin unterstützte. 1926 zeigte Okamura auf der 6. Ausstellung das Bild „Adler“ (鷲 Washi) aus, auf der 7. das Bild „Kastanien“ (栗 Kuri).
1924 war Okamura Freund der „Kokuga sōsaku kyōkai“ geworden, 1926 wurde er als Vollmitglied aufgenommen. Als sich 1928 die Künstlergruppe auflöste, schloss er sich der Shinjukai (新樹会) an und stellte dort aus. Als diese Vereinigung sich bereits nach der 2. Ausstellung wieder auflöste, zog sich Okamura aus dem öffentlichen Künstlerbetrieb zurück, malte aber weiter und stellte auch aus. Sein Stil wandelte sich vom postdekorativen über Schwarzweißmalerei zur traditionellen Yamato-e-Linie und endete dann in der Schwarzweißmalerei.